# 吉爾伯特·路易斯
吉尔伯特·牛顿·路易斯（Gilbert Newton Lewis，1875年10月25日（或23日）—1946年3月23日），美國物理化學家、美国加州大学伯克利分校前化学院院长。 路易斯以其电子对共价键理论、路易斯結構表示法而最为知名，此外他也是化學熱力學的建立者之一。 他成功地为热力学、光化学和同位素分离做出了贡献，也因其酸和碱的概念而闻名。 路易斯也从事相对论及量子物理的研究，并于1926年命名了“光子（photon）”，用以表示电磁辐射能的最小单位。
吉尔伯特·路易斯是美国国家科学院院士、英国皇家学会会士外籍院士，曾获得41次诺贝尔化学奖提名却从未获奖，成为诺贝尔奖历史上的巨大争议之一。 另一方面，路易斯在伯克利任教期间培养、影响了包括哈罗德·尤里（1934年诺贝尔奖）、威廉·吉奥克（1949年诺贝尔奖）、格伦·西奥多·西博格（1951年诺贝尔奖）、威拉得·利比（1960年诺贝尔奖）、梅尔文·卡尔文（1961年诺贝尔奖）等众多诺贝尔奖得主，使得伯克利化学院成为世界上最负盛名的化学院之一。 1946年3月23日，路易斯被发现在伯克利的实验室内身亡，许多人相信他的离世为自杀。 路易斯去世后，他的子女延续了他的化学事业，而伯克利化学院的“路易斯楼（Lewis Hall）”也以其名字命名。

## 生平

### 早年
吉尔伯特·牛顿·路易斯（Gilbert Newton Lewis）在美国马萨诸塞州的韦茅斯出生并长大，此处有一条街和当地高中的化学部分后以其命名。路易斯最早在家中由父母教育。1884年路易斯家搬到了内布拉斯加州的林肯，1889年他进入内布拉斯加大学的预科学校就读。1893年，在内布拉斯加大学就读两年的路易斯转入哈佛大学，1896年他获得学士学位。在麻省菲利普斯学院执教一年后，他回到哈佛在物理化学家理查兹指导下进行研究，于1899年以电化学势的论文获得化学博士学位。
在哈佛任教一年之后，他获得奖学金，到当时物理化学研究的中心德国，在能斯特和奥斯特瓦尔德指导下进行研究。 在能斯特的实验室工作室，能斯特和路易斯逐渐产生终生敌意。在之后的很多年里，路易斯在很多场合批评和贬低能斯特。 能斯特的朋友威廉·巴耳末（Wilhelm Palmær）后来担任诺贝尔奖评审委员，就曾阻止诺贝尔奖授予路易斯在热力学上的贡献。

### 哈佛、马尼拉和麻省理工
离开能斯特的实验室之后，路易斯回到哈佛担任了三年教师。讲授热力学和电化学教程。1900和1901年路易斯发表了两篇野心勃勃且篇幅很长的论文，介绍了活度和逸度的概念路易斯早期的论文也体现了他对乔赛亚·威拉德·吉布斯和皮埃尔·迪昂关于自由能和热力学势的深刻认识。这些思想当时被物理学家和数学家接受，但大多数关注实际的化学家并不接受。路易斯从逸度中推导出了自由能，他试图推导出熵函数的精确描述，但是失败了。直到1907年，能斯特才给出来计算熵的办法。在哈佛时，路易斯还曾写过一篇关于黑体辐射的热力学的文章。在其中他假设光有压力。由于他的合作者的保守，路易斯没发表这篇文章，但从此时他就对辐射、量子力学和相对论感兴趣了。根据吉布斯的工作，化学反应会趋近于由反应物的热力学自由能决定的平衡状态。路易斯用了二十五年时间测定很多纯净物的自由能，1923年他和Merle Randall发表了这方面的研究这一研究形成了现代化学热力学。
1904年路易斯被授予停薪留职，担任菲律宾马尼拉的科學局度量衡部門的主管。1905年他回到麻省，到麻省理工学院任教，加入了阿瑟·阿莫斯·挪亚斯（Arthur Amos Noyes）所领导的杰出物理化学家团队。逐次升任助理教授（1907年）、副教授（1908年）以至正教授(1911年)。

### 加州大学伯克利分校
1912年，路易斯离开麻省理工、前往加州伯克利，担任加州大学伯克利分校化学学院院长，并在此一直任教直至去世。 路易斯在伯克利任教期间培养、影响了包括哈罗德·尤里（1934年诺贝尔奖）、威廉·吉奥克（1949年诺贝尔奖）、格伦·西奥多·西博格（1951年诺贝尔奖）、威拉得·利比（1960年诺贝尔奖）、梅尔文·卡尔文（1961年诺贝尔奖）等众多诺贝尔奖得主，使得伯克利化学院成为世界最顶尖的化学院之一，而伯克利化学院的“路易斯楼（Lewis Hall）”也以其名字命名。
1946年3月，吉尔伯特·路易斯在其位于伯克利校园的实验室内身亡，疑似自杀。

## 科研成果

### 共价键理论
1902年左右，路易斯提出一种原子表示法，将原子画成立方体，然后在立方体的角上画电子，这可以解释周期表中第二三周期都是八个电子，和元素通过得失电子达到八电子稳定的八隅律。 但这一理论不为哈佛的教师们欢迎，路易斯也就没有发表。
1916年，路易斯在伯克利发表了他的经典论文“The Atom and the Molecule”。 在这篇论文中，他提出了原子通过共用电子形成共价键，从而达到八电子稳定结构的理论；他使用路易斯结构式来表达共用电子对，还指出某些分子只有单电子（即现在所说的自由基）。路易斯的价键理论被欧文·朗缪尔发扬光大，最终启发了莱纳斯·鲍林对化学键本质的研究。

### 酸碱电子理论
1923年，路易斯给予电子对的得失提出了自己的酸碱理论，被称为酸碱电子理论或路易斯酸碱理论。在路易斯的理论中，可以得到电子对的被称为酸，而给出电子对的被称为碱。1921年，路易斯首先用经验方程来解决强电解质溶液不满足质量作用定律这个问题，他基于离子强度所发展的经验公式后来被证明与1923年德拜-休克尔方程（Debye–Hückel equation）等效。

### 重水
1933年，路易斯首先提纯出了重水并且研究了重水环境下生命的存活和生长形式。 格伦·西奥多·西博格曾作为博士后接受过路易斯的指导。1913年，路易斯入选美国国家科学院院士。1934年他从科学院辞职，这可能是抗议当年的诺贝尔奖授予了他的学生哈罗德·尤里，路易斯自己认为他可以因对重水的纯化和表征和尤里分享诺贝尔奖。

### 氧4分子
1924年，通过研究氧在液氮溶液的磁性，他发现了氧4分子的存在。

### 相对论及量子物理
1908年路易斯发表了一篇有关相对论的文章，在其中他用和爱因斯坦不同的方法推导出了质能关系。1912年，路易斯和威尔逊发表了重要的工作，不仅应用综合几何学（synthetic geometry）在对空间时间的研究上，也注意到时空收缩变换（squeeze mapping）和洛伦兹变换的等效性。
1926年，路易斯创造了“光子（photon）”一词，用于表达组成的结构单元，但后来被爱因斯坦借用表示光量子。

## 参阅
- 分子结构
- 路易斯結構

## 外部連結
- (1916)
- http://scienceworld.wolfram.com/biography/Lewis.html（页面存档备份，存于）